# Marcelo Bielsa
Marcelo Alberto Bielsa Caldera (pronunție în spaniolă [marˈse̞lo̞], poreclit Loco Bielsa, n. 21 iulie 1955) este un fost fotbalist argentinian, și actualul antrenor al echipei naționale de fotbal a Uruguayului.

## Statistici antrenorat
La 21 noiembrie 2023.
| Echipa            | Început           | Sfârșit            | Rezultate | Rezultate | Rezultate | Rezultate | Rezultate  |
| Echipa            | Început           | Sfârșit            | M         | V         | E         | Î         | Victorii % |
| ----------------- | ----------------- | ------------------ | --------- | --------- | --------- | --------- | ---------- |
| Newell's Old Boys | 1 iulie 1990      | 30 iunie 1992      | 97        | 39        | 38        | 20        | 40,21      |
| Atlas             | 1 iulie 1993      | 31 ianuarie 1995   | 77        | 29        | 20        | 28        | 37,66      |
| Club América      | 1 iulie 1995      | 25 martie 1996     | 33        | 10        | 14        | 9         | 30,3       |
| Vélez Sársfield   | 1 iulie 1997      | 30 iunie 1998      | 44        | 23        | 14        | 7         | 52,27      |
| Espanyol          | 10 iulie 1998     | 19 octombrie 1998  | 12        | 3         | 3         | 6         | 25         |
| Argentina         | 20 octombrie 1998 | 15 septembrie 2004 | 85        | 56        | 18        | 11        | 65,88      |
| Chile             | 11 iulie 2007     | 4 februarie 2011   | 51        | 28        | 8         | 15        | 54,9       |
| Athletic Bilbao   | 7 iulie 2011      | 30 iunie 2013      | 113       | 43        | 31        | 39        | 38,05      |
| Marseille         | 17 mai 2014       | 8 august 2015      | 41        | 21        | 7         | 13        | 51,22      |
| Lille             | 24 mai 2017       | 15 decembrie 2017  | 14        | 3         | 4         | 7         | 21,43      |
| Leeds United      | 1 iunie 2018      | 27 februarie 2022  | 170       | 81        | 30        | 59        | 47,65      |
| Uruguay           | 15 mai 2023       | Prezent            | 8         | 6         | 1         | 1         | 75         |
| Total             | Total             | Total              | 745       | 341       | 191       | 213       | 45,77      |

## Palmares

### Club
Newell's Old Boys
- Primera Division (2): 1990-1991, Clausura 1992
- Copa Libertadores

Finalist: 1992
 Vélez Sársfield
- Primera Division (1): Clausura 1998

 Athletic Bilbao
- Copa del Rey
  -  Finalist: 2011-12
- UEFA Europa League
  -  Finalist: 2011-12

### Internațional
Argentina
- Jocurile Olimpice de vară – Medalia de aur (1): 2004
- Copa América

Finalist: 2004
Chile U-20
- Toulon Tournament

Finalist: 2008

## Palmares individual
- IFFHS' World's Best National Team Coach of the Year 2001